# زلزال كوبا وجامايكا 2020
زلزال كوبا وجامايكا 2020، هو زلزال عنيف يضرب كوبا وجامايكا بقوة 7.7 درجة على مقياس العزم (ريختر)، في يوم 28 كانون الثاني 2020، وينذر بحدوث ظاهرة تسونامي. وقالت هيئة المسح الجيولوجي الأمريكي، إنّ الزلزال وقع على عمق 10 كيلومترات، في منطقة تقع بين جنوب كوبا وشمال غرب جامايكا، حسبما نقلت وكالة «أسوشيتيد برس» الأمريكية.